# Corneilla-de-Conflent
Corneilla-de-Conflent (în catalană Cornellà de Conflent) este o comună în departamentul Pyrénées-Orientales din sudul Franței. În 2009 avea o populație de 465 de locuitori.

## Evoluția populației
| An        | 1975 | 1982 | 1990 | 1999 | 2006 | 2009 |
| --------- | ---- | ---- | ---- | ---- | ---- | ---- |
| Populație | 365  | 397  | 417  | 426  | 467  | 465  |